# Keith Aucoin
Keith Aucoin (Waltham, 6 novembre 1978) è un hockeista su ghiaccio statunitense che gioca come attaccante per i Red Bull München, squadra della Deutsche Eishockey Liga.

## Carriera
Aucoin prima di diventare un giocatore professionista nel 2001 giocò per quattro stagioni nella Division III della NCAA presso la Norwich University, situata nel Vermont. Dopo alcune gare disputate in UHL e ECHL riuscì a conquistare un posto da titolare per diverse franchigie della American Hockey League: Lowell Lock Monsters, Providence Bruins e Cincinnati Mighty Ducks.
Aucoin, mai scelto al Draft NHL, riuscì comunque a fare il suo esordio in National Hockey League nella stagione 2005-06 con i Carolina Hurricanes. Al termine dell'anno la squadra conquistò la Stanley Cup tuttavia Aucoin disputò troppe poche partite per poter avere il proprio nome inciso sul trofeo, ma poté prendere parte alle celebrazioni e ricevette l'anello commemorativo. Rimase nell'organizzazione per tre stagioni, giocando la maggior parte del tempo in AHL con i Lock Monsters e gli Albany River Rats.
Il 3 luglio 2008 Aucoin firmò un contratto con i Washington Capitals. Dopo aver disputato il training camp in vista della stagione 2008-09 con i Capitals fu inviato in AHL al farm team degli Hershey Bears. Aucoin riuscì subito ad imporsi conquistando riconoscimenti come giocatore della settimana e del mese di ottobre. Nel corso dell'anno totalizzò 12 presenze e 6 punti con i Capitals, mentre con i Bears ottenne 96 punti in 70 gare conquistando inoltre la Calder Cup grazie al successo per 4-2 contro i Manitoba Moose.
Nella stagione 2009-10 Aucoin firmò un prolungamento di contratto per altre due stagioni. Con i Bears vinse la seconda Calder Cup consecutiva, mentre a livello individuale vinse il Les Cunningham Award come miglior giocatore della lega e il John B. Sollenberger Trophy in quanto capocannoniere del campionato. Nel corso della stagione 2011-12 Aucoin giocò 27 gare con i Capitals, inclusa la partita inaugurale a causa di numerosi infortuni occorsi ai compagni. Al termine dell'anno riuscì a esordire nei playoff NHL giocando 14 partite.
Nel luglio del 2012 Keith firmò un contratto annuale per l'organizzazione dei Toronto Maple Leafs. A causa del lockout Aucoin trascorse la prima metà di stagione in AHL con i Toronto Marlies, mentre nel mese di gennaio al termine del lockout fu messo sotto contratto dai New York Islanders. Nonostante la stagione accorciata per la prima volta in carriera Aucoin poté disputare una stagione completa in NHL, contribuendo alla qualificazione degli Islanders ai playoff per la prima volta dal 2007.
Nel luglio del 2013 Keith firmò un contratto annuale con l'organizzazione dei St. Louis Blues trascorrendo l'anno in AHL con i Chicago Wolves. Nel giugno del 2014 dopo aver trascorso l'intera carriera in Nordamerica Aucoin decise di trasferirsi in Europa accettando un contratto annuale con opzione per il secondo da parte dell'HC Ambrì-Piotta, formazione della Lega Nazionale A svizzera.

## Palmarès

### Club
- Calder Cup: 2

Hershey: 2008-2009, 2009-2010
- Campionato tedesco: 1

Monaco: 2015-2016

### Individuale
- John B. Sollenberger Trophy: 1

2009-2010 (106 punti)
- Les Cunningham Award: 1

2009-2010
- Maggior numero di assist nella AHL: 2

2008-2009 (71 assist), 2009-2010 (71 assist)
- AHL First All-Star Team: 2

2008-2009, 2011-2012
- AHL Second All-Star Team: 3

2005-2006, 2006-2007, 2010-2011
- AHL All-Star Classic: 6

2006, 2007, 2008, 2009, 2010, 2012